# Wélissa Gonzaga
Welissa Gonzaga; znana jako Sassá (ur. 9 września 1982 w Barbacenie) – brazylijska siatkarka, reprezentantka Brazylii, przyjmująca. Od sezonu 2016/2017 jest zawodniczką Fluminense Vôlei.
Największy sukces z reprezentacją odniosła w 2008 r. w Pekinie, zdobywając mistrzostwo olimpijskie.

## Osiągnięcia klubowe
| Klub                        | Osiągnięcie                | Trofeum        | Sezon/Rok                                 |
| Vasco da Gama               | Mistrzostwo Brazylii       | złoto          | 2000/2001                                 |
| Rexona Ades Rio de Janeiro  | Mistrzostwo Brazylii       | złoto · srebro | 2005/2006, 2006/2007, 2007/2008 2004/2005 |
| Rexona Ades Rio de Janeiro  | Puchar Brazylii            | złoto          | 2007                                      |
| Sollys/Osasco               | Puchar Brazylii            | złoto          | 2008                                      |
| Sollys/Osasco               | Mistrzostwo Brazylii       | złoto · srebro | 2009/2010 2008/2009, 2010/2011            |
| Sollys/Osasco               | Klubowe Mistrzostwa Świata | srebro         | 2010                                      |
| Tauron MKS Dąbrowa Górnicza | Superpuchar Polski         | złoto          | 2013                                      |

## Osiągnięcia reprezentacyjne
| Reprezentacja | Osiągnięcie                     | Trofeum               | Rok                                          |
| Brazylia      | Mistrzostwa Ameryki Południowej | złoto                 | 2003, 2005, 2007, 2009, 2011                 |
| Brazylia      | Puchar Świata                   | srebro                | 2003, 2007                                   |
| Brazylia      | Grand Prix                      | złoto · srebro · brąz | 2004, 2005, 2006, 2008, 2009 2010, 2011 2015 |
| Brazylia      | Volley Masters Montreux         | złoto                 | 2005, 2006, 2009                             |
| Brazylia      | Puchar Wielkich Mistrzyń        | złoto · srebro        | 2005 2009                                    |
| Brazylia      | Puchar Panamerykański           | złoto                 | 2006, 2009                                   |
| Brazylia      | Mistrzostwa Świata              | srebro                | 2006, 2010                                   |
| Brazylia      | Igrzyska Panamerykańskie        | srebro                | 2007                                         |
| Brazylia      | Igrzyska Olimpijskie            | złoto                 | 2008                                         |

## Nagrody indywidualne
- 2005 - Najlepsza serwująca Pucharu Wielkich Mistrzyń
- 2008 - Najlepsza przyjmująca Pucharu Brazylii
- 2012 - Najlepsza broniąca Superligi